# 神谷弥平

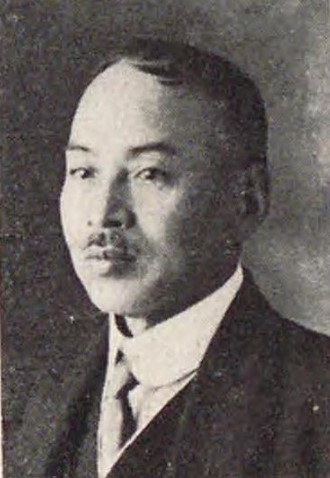
神谷弥平

神谷 弥平（彌平、かみや やへい、1875年（明治8年）11月15日 - 1944年（昭和19年）6月17日）は、日本の農業経営者、政治家。衆議院議員、埼玉県北葛飾郡彦成村長。

## 経歴
埼玉県葛飾郡谷口村（のち北葛飾郡彦成村、現:三郷市谷口）で、神谷長吉の長男として生まれる。農業を営む。
彦成村会議員、同村長、北葛飾郡会議員、同議長、埼玉県会議員などを務めた。1920年5月、第14回衆議院議員総選挙で埼玉県第四区から憲政会所属で出馬して当選。第15回総選挙で再選され、衆議院議員を連続二期務めた。
その他、彦成信用組合長、埼玉県産業組合連合会理事、北葛飾郡農会副会長などを務め、宮内省主猟局から鳥類保護事務を嘱託された。1942年、彦成村長に再任されたが、在職中に死去した。

## 逸話
1922年、埼玉県北葛飾郡杉戸町で起こった小作争議に際して、その調停に日夜奔走して解決に導いた。